# Louis Périgaud
Louis Gabriel Périgaud, né le 30 juillet 1894 à Vincennes (Seine) et mort à Vichy le 27 février 1962, est un responsable politique français.

## Biographie
Ancien combattant de la Première Guerre mondiale, partiellement invalide de guerre, il apparaît dans les années 1930 comme militant et responsable d'une tendance d'extrême-gauche de la SFIO appelée Action socialiste.
Administrateur du Populaire en 1930, il mène la motion de l'Action socialiste lors du congrès de 1933, et siège à la commission administrative permanente du parti comme unique représentant de cette tendance (avec comme suppléant Louis Alleaume, qui en est le principal animateur). En novembre, il est, avec une douzaine d'autres militants de l'AS, exclu de la SFIO pour sa participation au mouvement Amsterdam-Pleyel.
Réintégré peu de temps après, il devient secrétaire de la 16ème section de la fédération socialiste de la Seine, et participe à la création, à l'initiative de Marceau Pivert, de la tendance Gauche révolutionnaire, au titre de laquelle il siège de nouveau, mais comme suppléant, à la CAP.
Candidat malheureux aux législatives de 1936 dans la circonscription parisienne remportée par le communiste Jacques Grésa, il affronte, toujours en vain, Jean Chiappe lors de la partielle organisée en août à la suite de l'invalidation de l'élection de mai.
Permanent de la SFIO à partir de 1937, il rejoint le Parti socialiste ouvrier et paysan, créé par Pivert après son exclusion lors du congrès de Royan (1938). Il est cependant rappelé sous les drapeaux à la veille de la guerre.
On sait ensuite peu de choses à son sujet, si ce n'est qu'il aurait pris contact avec Marcel Déat, chef de file du Rassemblement national populaire, mouvement collaborationniste en 1941. Il s'installe ensuite dans les Basses-Pyrénées, où il fait partie des animateurs locaux de la Ligue de pensée française, autre organisation collaborationniste.

## Sources
Dictionnaire biographique du mouvement ouvrier, mouvement social, notice de Justinien Raymond